# لوکاس ملزی
لوکاس ملزی (انگلیسی: Lucas Mulazzi؛ زادهٔ ۲۷ سپتامبر ۱۹۹۹) بازیکن فوتبال اهل آرژانتین است.